# Épipactis pourpre noirâtre
Epipactis atrorubens
Espèce
Classification phylogénétique
Statut CITES
Statut de conservation UICN

 LC  : Préoccupation mineure
L'Épipactis pourpre noirâtre, ou Épipactis rouge sombre (Epipactis atrorubens), est une espèce de plantes à fleurs  de la famille des Orchidaceae. C'est une plante herbacée vivace trouvée en Europe et au Caucase.

## Synonymes
Selon BioLib (25 juin 2024) :
- Serapias atrorubens O. Hoffmann
- Helleborine atrorubens Druce
- Helleborine atropurpurea Schinz & Thell.
- Epipactis atropurpurea Rafin.
- Epipactis rubiginosa Gaud. ex W.D.J. Koch
- Helleborine rubiginosa Soó

## Description
Epipactis atrorubens mesure de 15 à 50 cm, les feuilles sont ovales, lancéolées, les fleurs sont rouge sombre et sentent la vanille.

## Habitats
C'est une plante assez commune des sols squelettiques, des éboulis ou des sols sableux sur substrat calcaire. Héliophile, on peut la rencontrer sur des dunes, des pelouses ou bois clairs, du niveau de la mer jusqu'à 2 400 m d'altitude environ.

## Répartition
L'espèce est trouvée en Europe, de l'océan Atlantique jusqu'au Caucase.

## Biologie
La floraison en Île-de-France a lieu de mi-juin à mi-juillet ; en Europe, de mai à août, selon la latitude et l'altitude.

## Vulnérabilité
Sur les Listes Rouges d'Europe et de France, l'espèce est classée « LC » : Préoccupation mineure. Elle est néanmoins protégée dans le Centre, en Basse et Haute Normandie, Dans le Nord-Pas-de-Calais et en Pays de la Loire.
- Liste des espèces végétales protégées dans le Centre
- Liste des espèces végétales protégées en Basse-Normandie
- Liste des espèces végétales protégées en Haute-Normandie
- Liste rouge régionale des espèces de plantes du Nord-Pas-de-Calais
- Liste des espèces végétales protégées en Pays de la Loire

L'espèce est légalement protégée en Belgique.
- Liste des espèces végétales légalement protégées en Belgique

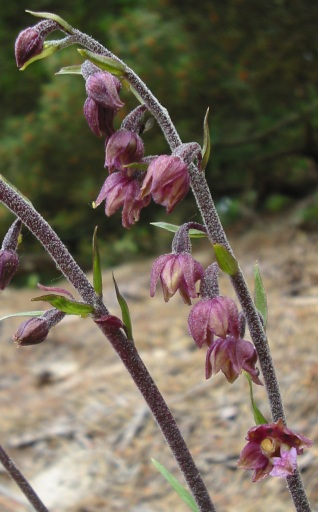
Inflorescence
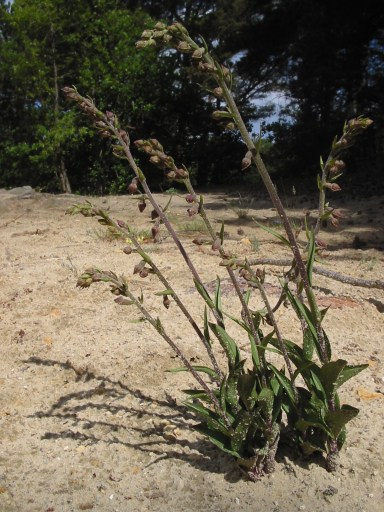
Vue générale
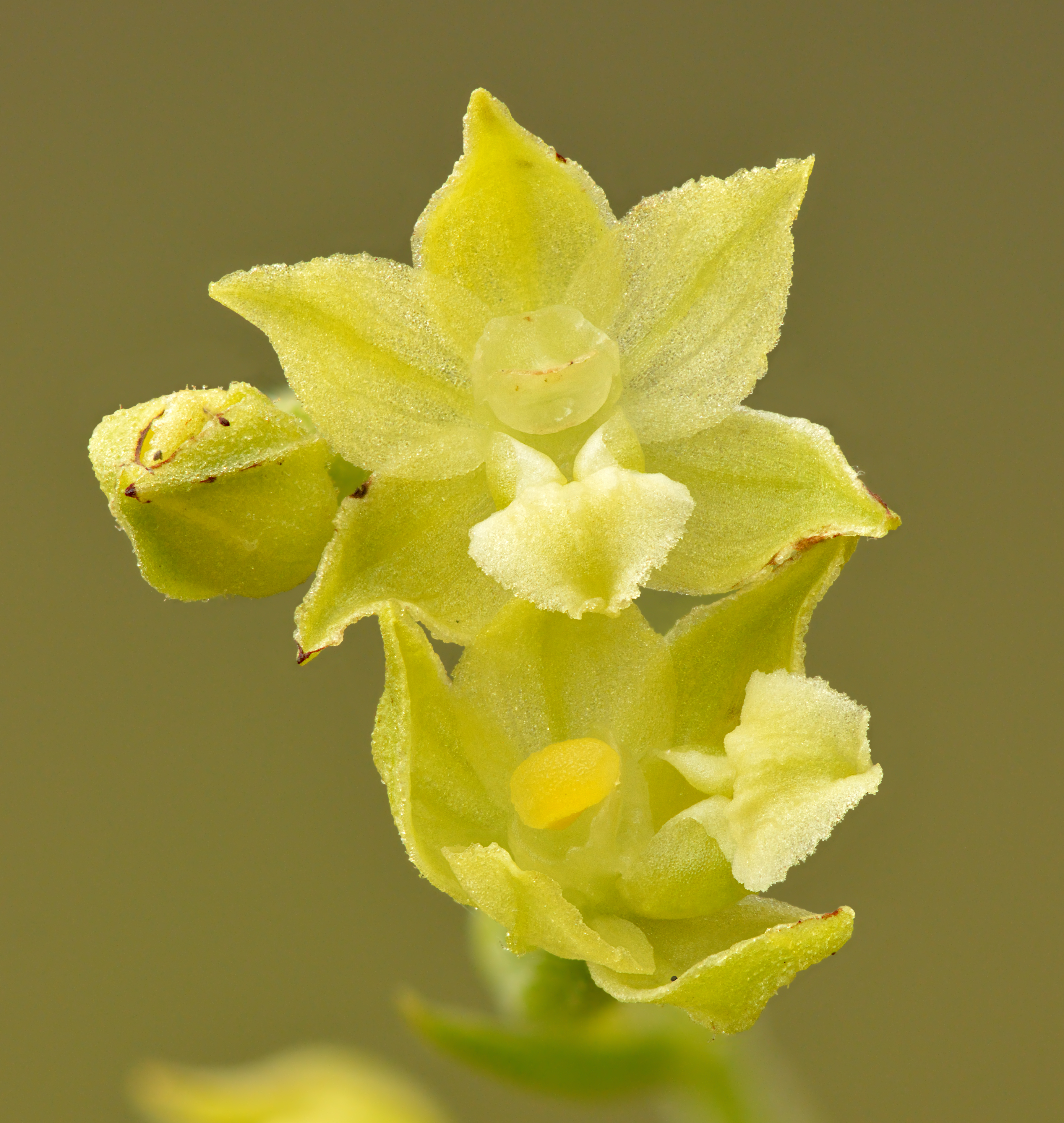
Forme vert jaunâtre